# Ардіті
Ардіті (італ. arditi; від італійського дієслова ardire, «наважуватися») — італійські штурмові загони (Reparti d'assalto) часів Першої світової війни, складалися із особливо сміливих солдатів. Ардіті (ardito) перекладається з італійської як сміливий. Були засновані літом 1917 року полковником Джузеппе Альберто Бассі, ці спеціальні військові загони були призначені для подолання ворожого захисту та підготовки плацдарму до широкомасштабного наступу.

## Заснування і організація
Вперше концепція спеціального підрозділу, попередника Ардіті, виникла в 1914 році, коли в кожному полку Королівської армії було наказано створити групу розвідників, навчених діяти в тилу противника.
Практично вся Перша світова війна зводилася до позиційних боїв, але військові теоретики і генерали початку XX століття такий варіант хоч і розглядали, але були до нього не готові. Таким чином італійські офіцери почали заздалегідь готувати поле бою для наступу — під покровом темряви сапери прямували до загородженням з колючого дроту і повинні були проробляти проходи, а найбільш умілих бійців відправляли для підриву ворожих кулеметних точок. Завдання ці були надзвичайно складні і відповідальні, тому до їх виконання залучалися виключно добровольці. Солдати будуть називати їх «Ардіто» — сміливець.
У 1917 році, бачачи ефективність таких заходів, полковник Джузеппе Бассі запропонував створити з цих добровольчих груп штурмові підрозділи, перші з яких були сформовані і навчені влітку 1917 у Манцано, в провінції Удіне, де ця подія досі відзначається в останню неділю липня.
Зазвичай один штурмовий загін був призначений на кожний корпус (Corpo d'Armata) і отримував накази від командира корпусу. Однак у середині 1918 року італійська армія створила два штурмові підрозділи в кожному з яких було близько дев'яти штурмових загонів. Ардіті не були піхотними військами, а вважалися окремим родом військ. Деякі італійські історики вважають їх справжніми військами спеціального призначення на відміну від німецьких «Sturmtruppen», які хоч і мали аналогічну бойову роль, були регулярними частинами піхоти.
Як і більшість підрозділів спецназу, Reparti d'assalto були відносно невеликими, в цілому близько 600 солдатів і офіцерів, у порівнянні з італійськими піхотними батальйонами, які, як правило, містили близько 1000 солдатів і офіцерів. Після реорганізації Reparti d'assalto протягом 1917 і 1918 років, кожен Reparto d'assalto складався в основному з 3-х рот з 150-ти чоловік, яких підтримували 6 секцій автоматників і 6 секцій вогнеметів. Кожна компанія була розділена на чотири взводи, кожен з яких був додатково розділений на чотири загони, один штурмовий загін, дві флангові дружини, оснащені автоматами, і один загін прикриття.

## Тренування
До тренування входили такі дисципліни, як використання ручних гранат, стрільба з стрілецької зброї, використання вогнемета та кулемета. Навчання були надзвичайно складними і реалістичними тому декілька чоловік загинуло під час базової підготовки. Зокрема жертви були викликані осколками від ручних гранат, тому що вони були зобов'язані штурмувати позиції ворога зразу після кидка гранати. Суворе навчання, командний дух, нехтування небезпекою та привілеї, що їм надавалися, зробили Ардіті елітним підрозділом, але це також створило атмосферу недовіри і заздрощів збоку офіцерів інших підрозділів регулярної армії. Однак, Ардіті заслужили повагу завдяки своїй військовій майстерності і вмінню вирішувати, на полі бою, ситуації непідсильні для регулярних військ.

## Тактика
Штурмові загони Ардіті покладалися на швидкість, ефект несподіванки та на посекундну координацію між кожною з дій. Штурм зазвичай починався з короткої, але інтенсивної артпідготовки, що змушувало ворога ховатися в бараках та траншеях. Ардіті починали свій наступ на першу лінію траншей під час артобстрілу і, зазвичай, наближалися до місця, де падають снаряди, перед сигналом до артилерії для продовження вогню по наступні лінії траншей. По мірі того як артилерію продовжувала вогонь Ардіті починали атаку, часто кидаючи гранати перед собою в траншеї ворога, щоб той думав, що артобстріл все ще продовжується. Таким чином, якщо все йшло по плану, Ардіті вже брали контроль над лінією траншей поки ворог все ще ховався в укритті. Кулеметні загони використовувалися для прикриття штурмових загонів, які пробиралися через систему траншей ворога. Коли перша лінія окопів була взята під контроль, Ардіті починали атаку другої та третьої лінії. Штурм зазвичай закінчувався рукопашним боєм з використанням кинджалів та ручних гранат. Невеликі групи Ардіті, також, були задіяні для дрібних нальотів з метою взяття полонених та зламу бойового духу ворога.
Їхня тактика загалом працювала досить вдало, особливо великі успіхи були досягнуті протягом 1917 і 1918 років. Проте Ардіті, в основному, були зброєні наступальною зброєю, що робило їх дуже вразливими для контратак під час очікування на важче укомплектовані та, відповідно, повільніші, піхотні частини. Також виникали труднощі коли штурмові загони використовували для оборони, до якої вони не були ні навчені, ні відповідно укомплектовані. Ардіті були новими експериментальними загонами та інколи командири просто не розуміли як правильно їх використовувати.

## Екіпірування

### Озброєння

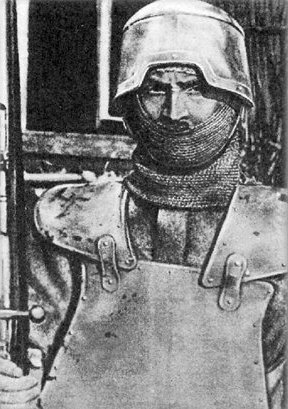
Солдат Ардіті в повному екіпіруванні

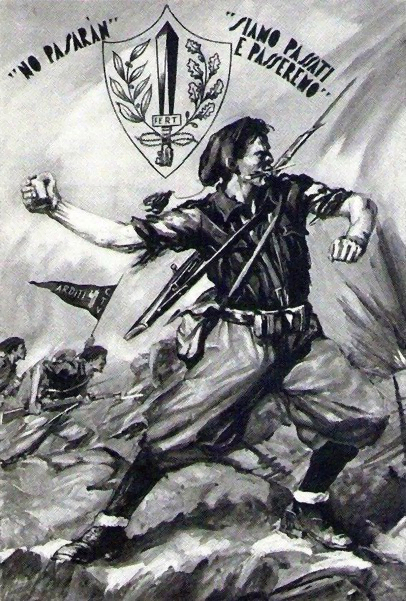
Солдат Ардіті (агітаційний плакат)

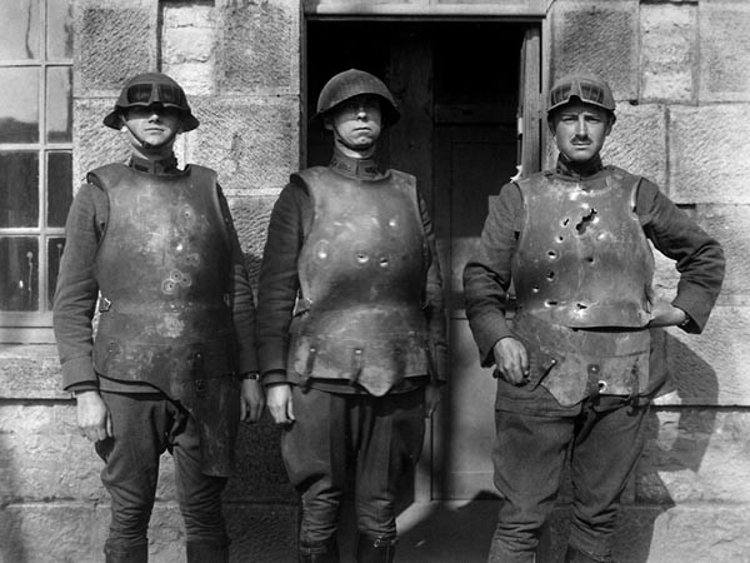
Солдати Ардіті

Кожному бійцю видавалася важка броня, яка, повинна була захищати не тільки від кинджалів і кастетів ворогів, але і від куль та осколків. У деяких музеях дійсно збереглися зразки сталевих кірас, товщина яких могла стримати кулю. Але, у більшості своїй, броня була набагато тонша і рятувала лише від холодної зброї.
Штурмові загони були дуже добре озброєні. Вони були оснащені великою кількістю автоматів і великокаліберних кулеметів. Кожен солдат Ардіті мав бути озброєний спеціальним карабіном (легка версії стандартної Гвинтівки Каркано), кинджалом і 25 ручними гранатами. Кинджал і гранатами були необхідні для ближнього бою в умовах позиційної (траншейної) війни, і саме вони зробили відомим образ Ардіті з гранатою в руці і кинджалом у зубах, завдяки зусиллями військової пропаганди. Та, насправді, бійці Ардіті міняли свої стандартні карабіни на трофейну зброю або вимінювали на зброю інших солдат. Командування розуміло, що ці солдати беруть участь у найскладніших боях і тому дозволяло їм озброюватися тим, що їм подобається. Кинджали, навпаки, стали для бійців справжнім талісманом, вони не випускали його з рук навіть після смерті. Кинджали зображувалися на всіх емблемах, їх зажди носили напоказ і навіть віталися, Ардіті, один з одним високо піднятими в руці кинджалами. Після битви при П'яве, в якій італійський спецназ зарекомендував себе не тільки як штурмовиків, але й як бойових плавців, серед Ардіті з'явилася нова «фішка» — фотографуватися з кинджалом у зубах. Саме так вони йшли в атаку вбрід через ріку, яка розлилася після дощів. Незважаючи на це, головною зброєю все ще залишалися гранати, бійці вішали їх на себе де тільки можна, адже статут наказував утримувати захоплений плацдарм не менше 24 годин.

### Уніформа
Уніформа Ардіті дуже відрізнялася від інших піхотних форм. Вони носили відкриті туніки (для полегшення рухів у рукопашному бою), чорні капелюхи і ті ж штани, що використовували італійські велосипедні частини. Підрозділи, організовані в 1917 році носили чорні або темно-зелені безкомірні сорочки під туніками, у той час як підрозділи, організовані в 1918 році носили під туніками фланелеві сорочки з чорними краватками. Так само як і з озброєнням Ардіті любили «персоналізувати» свою уніформу, тому на більшості фотографій їхня уніформа може відрізнятися від стандарту.

## Привілеї
Ардіті виконували найризикованіші і найскладніші бойові завдання і відповідно несли більші жертви, ніж інші військові одиниці. Тому вони отримували більшу платню, краще харчування, додатковий раціон граппи і жили в кращих бараках (якщо була така можливість). Вони не служили в окопах, що було найбільш ненависним завданням у часи Першої світової війни, і не носили ранців. Їм надавався транспорт і вони рідко долали великі відстані пішки. Дисципліна була не такою жорсткою, а відпустки надавалися значно частіше.

## Ставлення до Ардіті
Вони були групою важко озброєних, добре навчених, високо мотивованих, зухвалих молодих людей з надзвичайно високим бойовим духом. Тож не дивно, що багато хто в італійські армії, включно з офіцерами, дивилися на них з сумішшю поваги, захоплення і страху. Окрім цього, до 1918 року добровольців стало не вистачати і командування вирішило відправляти в ряди Ардіті найбільш некерованих солдат, від яких хотіли просто здихатися. Це сильно вплинуло на репутацію штурмового загону, солдати якого встигли стати героями нації, благородні воїни перетворилися на справжніх покидьків — австрійці воліли загинути, але не потрапити в полон до Ардіті, та й самі Ардіті більше не брали полонених, а розстрілювали на місці. Незважаючи на це, ті з них, що вижили, повернулися додому героями, проте сварливий характер ветеранів не дозволив їм повноцінно повернутися до цивільного життя. Незабаром колишні Ардіті були замічені в рядах бойових підрозділів всіх політичних партій. Колишні побратими різали один одного на вулицях італійських міст, просуваючи ідеології своїх керівників. Саме з них Беніто Мусоліні створив свій «Союз боротьби», якій і привів його до влади. На основі цього союзу потім були сформовані знамениті дивізії «чорносорочників», де колишні Ардіті будуть навчати їх основам ведення бою.

## Бойові дії
- Перша відома атака з участю І штурмового загону сталася в ніч з 18 на 19 серпня 1917 року, коли штурмові загони атакували австро-угорські позиції на Монте-Фрата в секторі Байнсізза Платао фронту Ізонцо. Операція пройшла успішно, так як вони зайняли Монте-Фратту захопивши 500 ворожих солдатів і 8 кулеметів. Втрат майже не було.
- 4 вересня 1917 року, І штурмовий загін напав на австро-угорські позиції в Сан-Габріелі, знову ж у секторі Байнсіззо Платао фронту Ізонцо. Атака була величезним успіхом, було взято 3100 полонених (у тому числі одного генерала) а також 55 кулеметів і 26 гармат. Різні штурмові загони проводили операції в тилу під час відступу від Капоретто з хорошими результатами, часто несучи важкі втрати. Ці ранні успіхи вразили італійську верховне командування і станом на 8 січня 1918 року кількість штурмових загонів була збільшена.
- 28 і 29 січня 1918 р I, II, IV і XVI штурмові загони брали участь у битві трьох гір (Монте Валбела, Кол-дель-россо і Кол д'Ехель) на плато Азіаго. Атака була скоординована з трьох піхотних бригад, п'ятьох альпійських батальйонів і трьох полків берсальєрів. Ардіті відчували значні труднощі координуючи свої рухи з іншими, більш повільними одиницями (проблема, яка буде докучати Ардіті протягом всієї війни). У деяких випадках, позиції захоплені Ардіті, довелося залишати через сильні австро-угорські контратаки. Зрештою, всі три гори були взяті під контроль, а австро-угорські контратаки були відбиті.
- Навесні 1918 року штурмові загони були використані в ряді дрібних нападів і нальотів на австро-угорські позицій вздовж річки П'яве. Мета цих рейдів в основному розвідати оборонні позиції противника і захоплення полнених.
- Кілька загонів Ардіті відзначилися під час австро-угорського наступу в червні 1918 року, коли вони були використані для контратак австро-угорських позицій. Зокрема, XXIII штурмовий загін був нагороджений Medaglia d'oro (Золота медаль — вища військова в Італії за мужність) за його роль у серії контратак, що здійснювалися уздовж нижньої частини річки П'яве. XXVII штурмовий загін був нагороджений Medaglia d'argento (Срібна медаль — другий за величиною військова нагорода за мужність) за дії проти австро-угорського наступу на гору Монтело. Втрати для обох XXII і XXVII штурмових загонів були дуже важкими, від 75 % до 80 %. IX штурмовому загону приписують зупинення австро-угорського прориву в секторі на захід від Монте-Граппа з блискучою серією з трьох контратак на пагорбах Фенілон, Фагерон і Моссін 15 і 16 червня 1918 р. Напад на пагорб Моссін, була завершена всього за 10 хвилин і вважається однією з найвідоміших бойових дій Ардіті за всю війну.
- З кінця австрійського наступу в червні 1918 року до битви при Вітторіо-Венето в жовтні 1918 року штурмові загони були використані в серії нападів, щоб повернути втрачені території і ключові позиції, що вважалися важливими для будь-яких можливих наступальних дій італійських сил.
- Під час битви при Вітторіо-Венето (24 жовтня — 4 листопада), багато загонів Ардіті билися на Монте Граппа, ведучи італійську атаку проти австро-угорських підрозділів. XXIII, LV, III, XVIII, IX загони несли дуже важкі втрати і досягли результатів лише в одній місцевості, де австрійські війська відмовилися воювати в останні дні війни. Проте, LII, LXX В.І загони змогли зайти глибоко в тил ворога на більш пізніх етапах битви.
- Уздовж річки П'яве XXVII, XI і XII штурмові загони досягли значних успіхів, іноді стикаючись з жорстоким австро-угорським опором.